# 绝对年代测定
绝对年代测定（Absolute dating）是考古学和地质学中根据具体年表进行年代测定的过程。一些科学家更喜欢使用“计时测定”或“日历定年”这两条术语，因为“绝对”一词含有非必要的精确确定。绝对定年提供了一个数字年龄或年代范围，与只排序事件先后，而不测量事件间年龄的相对定年正相反。 
在考古学中，绝对年代的测定通常是根据古文物和古建筑材料的物理、化学以及生物属性，或其他被人类改动过或物品材料年代已知的项目（如硬币和历史记载）来进行，例如，在发掘中发现的硬币上可能会刻有制造日期，或有描述该硬币及使用年代的文字记载，从而使该遗址与特定日历年份建立起联系。绝对年代测定技术包括木材或骨骼的放射性碳定年、钾氩定年和陷阱电荷测年法，例如釉面陶瓷的热释光定年。
在历史地质学中，绝对测年的主要方法涉及利用岩石或矿物中所含元素的放射性衰变，包括从较年轻有机遗骸的同位素系统（碳
14放射性碳定年）到可测定地球上一些最古老岩石绝对年龄的铀铅定年系统等。

## 放射性测量技术
放射性定年基于所知的放射性同位素衰变为放射性子同位素及恒定的速率。由于矿物或其他材料中存在的原子类型及其大致年龄，特定的同位素只适用于特定的应用场合。例如，半衰期为数千年的同位素碳-14技术，就不能用于测定年龄在数十亿年左右的材料年代，因为放射性原子及其衰变子同位素的可探测量太小，无法在仪器额定的有效范围内进行测量。 

### 放射性碳定年法
使用最广，也最著名的绝对测年技术之一是用于测定有机残骸年代的碳-14（或放射性碳）测年，这是一种基于放射性衰变的辐射测量技术。进入地球大气层的宇宙辐射产生碳-14，植物在固定二氧化碳时吸收碳-14。当动物摄入植物和食肉动物捕食其他动物时，碳14在食物链中向上移动。随着死亡，碳-14的吸收停止。
碳-14的一半转化为氮需要5730年，这就是碳-14的半衰期。再过5730年，碳-14只剩下原来的四分之一，再过5730年，只剩下八分之一。 
通过测量有机物质中的碳-14，科学家们可以确定人造物或生态物（ecofact）中有机物质的死亡日期。

#### 局限性
碳-14的半衰期相对较短，只有5730年，这使得可靠的测年仅为60000年左右。该技术通常无法比历史记载更精准地确定考古遗址日期，但如用其他测年技术（如树木年轮测年）进行校准时，则对精确日期的确定非常有效。
来自考古遗址碳-14的另一个被称为“古木”的问题，特别是在干燥的沙漠气候中，有机材料，如枯树中的有机材料，在被人们用作柴火或建筑材料前，它们可能已在自然状态下保持了数百年，之后才成为考古记录的一部分。因此，确定这棵树的年代并不一定代表燃烧发生或建筑物建造的时间。 
出于这种原因，许多考古学家更喜欢采用短命植物的样本进行放射性碳年代测定。加速器质谱仪（AMS）测年技术的发展在这方面非常有用，它可以从非常小的样本中获得日期。

### 钾氩定年法
在可用于更早年代的其他放射性测年技术中，应用最广的方法之一为钾-氩定年（K-Ar）。钾-40是钾的放射性同位素，可衰变为氩-40。钾-40的半衰期为13亿年，远比碳-14的半衰期长，因此，可对更古老的样品进行年代测定。钾在岩石和矿物中很常见，因此，许多具有地质年代学或考古学意义的样本都可进行测年。 
氩是一种惰性气体，除非通过放射性衰变在“原位”产生，否则通常不会被吸入进此类样品中。钾-氩定年测量的数据揭示了物体上次受热超过封闭温度，使氩逸出晶格的时间。钾-氩定年测年可用于校准地磁极性年表。

## 释光测年法

### 热释光
热释光测试也是测定物品最近一次被加热日期的技术，其原理是所有物体都能吸收环境中的辐射，测试过程释放了仍被捕获在物品矿物中的电子。
将物品加热到500摄氏度或更高时，将释放出被捕获的电子而产生光，通过测量该些光可确定物品最后一次被加热的时间。
辐射水平不会独立于时间的变化而一直保持不变，辐射水平的波动可能会扭曲测试结果—例如，如果一件物品经历了几个高辐射时代，热释光将会返回该物品较近的日期。许多因素也会在测试前损坏样品，将样品暴露在高温或直射光下可能会导致一些电子消散，
从而会缩短物品测得的年代。
由于这些以及其他的因素，热释光的准确度最多只为15%，不能单独用来准确测定遗址年代，但可用来核实一件古物。

### 光定年法(OSL)
光释光 (OSL) 测年限定了沉积物最后一次暴露在光线下的时间，在沉积物移动过程中，暴露在阳光下的会使发光信号“归零”。一旦被掩埋后，随着自然环境辐射逐渐电离矿物颗粒，沉积物会累积发光信号。 
在黑暗条件下细心取样，使沉淀物在实验室人造光下释放出光释光（OSL）信号。释放的发光量被用来计算沉积物自沉积以来所获得的等效剂量（De），该剂量可与剂量率（Dr）结合使用，来计算出样本的年龄。

## 树木年代学
树木年轮学或树木年轮测年法是基于对树木年轮纹（也称为生长年轮）分析的科学测年方法。树木年代学可以确定树木年轮形成的时间，在多种木材中，可精确到日历年。 
树木年代学有三个主要应用领域：古生态学，用于测定过去某些方面的生态（最明显的是气候）；考古学，测定古建筑的年代等；放射性碳定年法，用于校准放射性碳定年（见下文）。 
在世界某些地区，树木的年代可追溯到数千年甚至数千年前。 目前，完全确定的年表最大值为11000多年前一点。

## 氨基酸测年
氨基酸定年（Amino acid dating)是一种定年技术，用于在古生物学、考古学、法医学、埋藏学、沉积地质学和其他领域估测标本的年龄。该项技术将氨基酸分子的变化与它们形成来所经历的时间联系起来。所有生物组织都含有氨基酸。除甘氨酸（最简单的一种）外的所有氨基酸都为光学活性，具有不对称碳原子，这意味着氨基酸可以有两种不同的构型，“D”或“L”，它们是彼此的镜像。
除了少数重要例外，生物体将所有氨基酸保持在“L”构型中。当生物体死亡时，对氨基酸构型的控制停止，D与L的比值从接近0向接近1的平衡值移动，这一过程称为外消旋作用。因此，测量样本中D与L的比率可以估计出样本死亡的时间。

## 另请查看
- 天文年代学
  - 地球的年龄
  - 宇宙的年龄

- 年代测定，考古年表。
  - 绝对测年，本文
  - 相对定年

- 地质年代学
  - 年代地层学
  - 地球的未来
  - 地球的未来
  - 地球地质历史
  - 板块重构
  - 板块构造论
  - 自然史年表
  - 地质年代学名称列表

- 常规
  - 一致性，来自独立、无关联来源的证据可“汇聚”到强有力的结论上。

## 延伸阅读
- Chronometric dating in archaeology, edited by R.E. Taylor and Martin J. Aitken.  New York: Plenum Press (in cooperation with the Society for Archaeological Sciences).  1997.
- . Minnesota State University.   [2008-01-13]. （原始内容存档于2008-02-02）.